# Cislon
Der Cislon oder Zislon (Betonung auf der zweiten Silbe; auch Cisloner Berg, italienisch Monte Cislón) ist ein 1563 m hoher Berg in den Fleimstaler Alpen.

## Lage und Umgebung
Der Cislon bildet einen breiten, großteils bewaldeten und in Südwest-Nordost-Richtung verlaufenden Bergrücken, der im Naturpark Trudner Horn unter Schutz gestellt ist. Im Westen fällt er – mit einigen Abbrüchen – zum Unterland genannten Abschnitt des Etschtals in Südtirol (Italien) hin ab. Auf einigen vorgelagerten Terrassen befindet sich dort die Gemeinde Montan mit dem gleichnamigen Hauptort und den Fraktionen Glen, Pinzon und Kalditsch. Ein ins Etschtal vorgeschobener Ausläufer ist der Hügel Castelfeder. Gegen Süden fällt der Cislon zum Trudner Bach ins Mühlental ab, das ihn von der Königswiese und vom Trudner Horn trennt, gegen Norden zum Schwarzenbach ins Holental, hinter dem der Regglberg beginnt. Auf seiner Ostseite befindet sich auf einem Sattel das Dorf Truden.

## Topographie
Das weitläufige, bewaldete Gipfelplateau steigt von Südwesten nach Nordosten leicht an. Im Südwesten, nahe den Cislonwände genannten Abbrüchen ins Tal des Trudner Bachs befindet sich die bewirtschaftete Cisloner Alm (1249 m). Im Nordosten erreicht der Cislon an einer wenig markanten, Cucul genannten Kuppe seinen höchsten Punkt mit 1563 m Höhe. Oberhalb des Felsabbruchs zum Tal des Schwarzenbachs am Nordende des Plateaus liegt die Hochwand (1301 m).

## Name

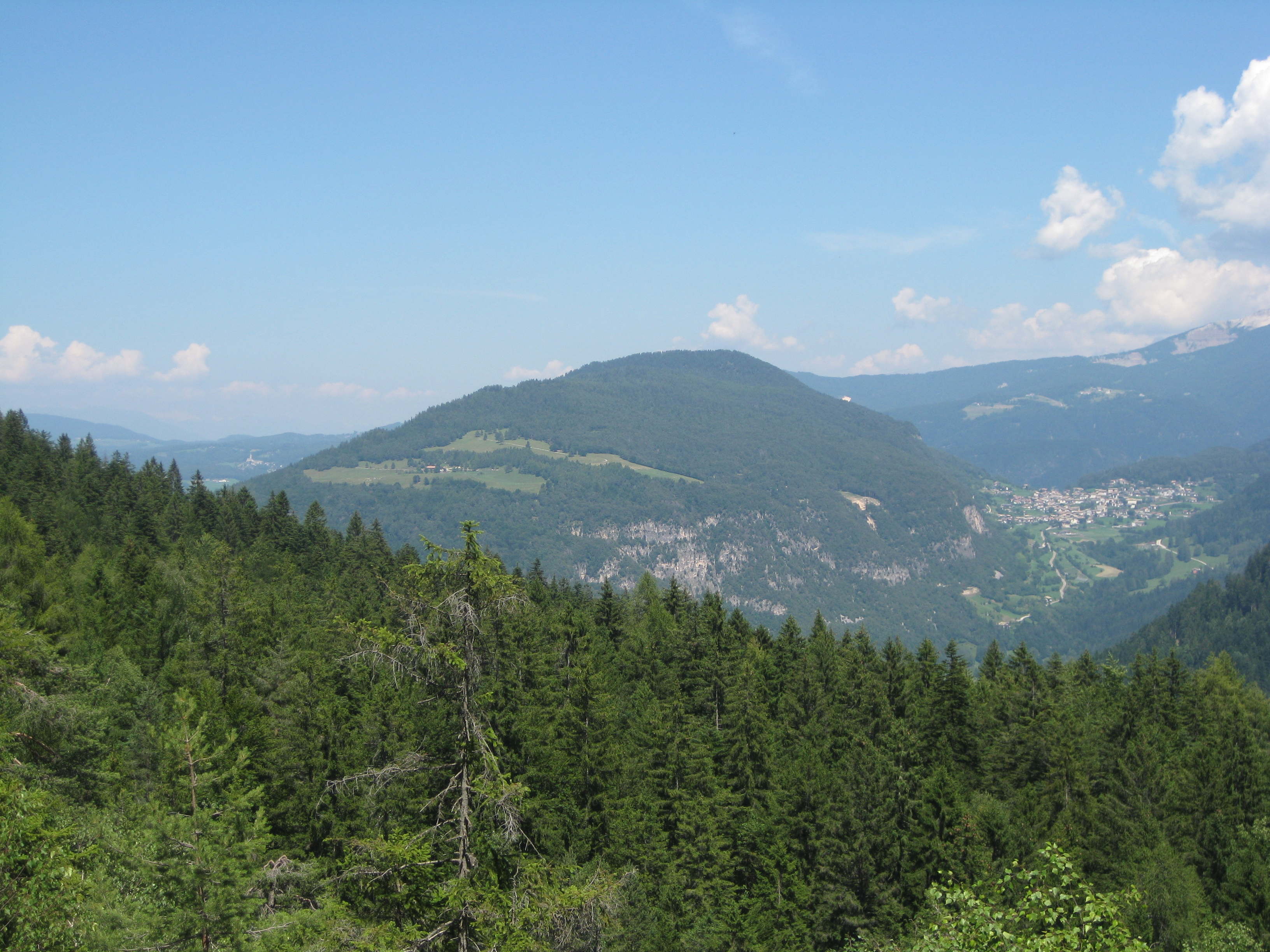
Der Cislon mit der gut erkennbaren Cisloner Alm von Süden aus gesehen, rechts das Dorf Truden

Im Jahr 1234 wurde der Cislon in einem lateinischen Text als saso montis Ciani que mons est ilorum de Trodena erwähnt, um 1500 taucht er auf Deutsch als Zys auf, in einer Tiroler landesfürstlichen Waldbeschreibung von 1558 als Zisslon. Im Atlas Tyrolensis aus der zweiten Hälfte des 18. Jahrhunderts vermerkten ihn die Kartographen als Zislon B. Vermutlich handelt es sich dabei um eine Ableitung aus dem lateinischen caesa mit der Bedeutung Hecke, Zaun und verweist auf ein abgezäuntes Almgelände.